# 양근군
| Daedongyeojido (Gyujanggak) 13-04.jpg | Daedongyeojido (Gyujanggak) 13-03.jpg |
|                                       |                                       |

양근군(楊根郡)은 과거 경기도 동북부에 위치한 행정구역이었다. 1908년 행정구역 개편으로 지평군과 합병되어 양평군으로 개편되었다. 현재의 양평군 양평읍·강상면·강하면·옥천면·양서면·서종면, 광주시 남종면, 가평군 설악면 일대에 해당한다.

## 역사
삼국시대 초기에는 백제의 영토였다가, 고구려의 남하로 고구려에, 후에는 신라에 속했다.
- 삼국시대 거사참현(去斯站縣) 또는 항양현(恒陽縣), 양근현(楊斤縣)으로 칭하였다.[1]
- 757년(신라 경덕왕 16년) 빈양현(濱陽縣)으로 개칭, 기천군(沂川郡, 현 여주시)의 영현(領縣)이 되었다.
- 940년(고려 태조 23년) 양근현(楊根縣)으로 개칭하였다.
- 1018년(고려 현종 9년) 광주목(廣州牧)의 속현으로 병합되었다.
- 1175년(고려 명종 5년) 감무를 둠으로써 독립했다.
- 1257년(고려 고종 44년) 영화현(永化縣)으로 개칭하였다.
- 1269년(고려 원종 10년) 익화현(益和縣)으로 개칭하였다.
- 1356년(고려 공민왕 5년) 익화군(益和郡)으로 승격되었다가 다시 양근군(楊根郡)으로 개칭되었다.
- 1747년 (조선 영조 23년) 치소를 갈산으로 옮기면서 본래 치소를 고읍이라 칭하고 갈산은 읍내로 칭하게 되었다. 고읍은 지금의 옥천면 옥천리 일대고 갈산은 지금의 양평읍 양근리 일대다.
- 1895년(조선 고종 32년) 춘천부 양근군으로 개편되었다.[2]
- 1896년(건양 원년) 다시 경기도 양근군으로 개편되었다.[3]
- 1908년(융희 2년) 지평군과 통합하여 양평군으로 개편되었다.[4] 당시 읍내면(邑內面), 동종면(東終面), 고읍면(古邑面), 서시면(西始面), 서중면(西中面), 서종면(西宗面), 북상도면(北上道面), 북하도면(北下道面), 남시면(南始面), 남중면(南中面), 남종면(南終面)의 11개면을 관할했다.